# Blåvingad bergtangara
Blåvingad bergtangara (Anisognathus somptuosus) är en fågel i familjen tangaror inom ordningen tättingar.

## Utseende
Blåvingad bergtangara är en satt medelstor tangara. Undersidan är gul, liksom hjässan. Ovansidan är svart med blått på skuldrorna och blå kanter på ving- och stjärtpennor. Fåglar på Andernas östsluttning i Colombia och Ecuador har istället en mossgrön rygg.

## Utbredning och systematik
Fågeln delas in i nio underarter med följande utbredning:
- somptuosus-gruppen
  - A. s. antioquiae – nordvästra och centrala delarna av Anderna i Colombia.
  - A. s. victorini – Anderna i centrala Colombia och sydvästra Venezuela.
  - A. s. cyanopterus – Andernas sluttningar i sydvästra Colombia och västra Ecuador.
  - A. s. baezae – Anderna i södra Colombia och östra Ecuador.
  - A. s. venezuelanus – kustbergen i norra Venezuela
  - A. s. virididorsalis – subtropiska norra Venezuela
  - A. s. alamoris – subtropiska sydvästra Ecuador
  - A. s. somptuosus – sydöstra Ecuador till östra Peru
- A. s. flavinucha – subtropiska sydöstra Peru och nordvästra Bolivia

Sedan 2016 urskiljer Birdlife International och naturvårdsunionen IUCN flavinucha som den egna arten "boliviabergtangara". 

## Levnadssätt
Blåvingad bergtangara hittas i molnskogar på mellan 1200 och 25000 meters höjd. Där kan den ses i både ren skog, men också i skogsbryn och trädgårdar. Arten är rätt vanlig.

## Status
IUCN bedömer hotstatus för underartsgrupperna, eller arterna, var för sig, båda som livskraftiga.